# بورگشتدت
بورگشتدت (به آلمانی: Borgstedt) یک شهر در آلمان است که در رندسبورگ-اکرنفورده واقع شده‌است. بورگشتدت ۱٬۴۰۴ نفر جمعیت دارد.